# Shamier Anderson
Shamier Anderson (né le 6 mai 1991) est un acteur canadien. Il est connu pour avoir joué le maréchal adjoint américain Xavier Dolls dans la série télévisée Wynonna Earp.

## Filmographie
- 2018 : Love Jacked
- 2019 : Love Again (Endings, Beginnings) de Drake Doremus : Jonathan
- 2019 : Goliath de David Edward Kelley : Anton, Dario
- 2021 : Le Passager no 4 de Joe Penna : Michael Adams, le passager clandestin
- 2021 : Awake de Mark Raso
- 2021 : Meurtrie de Halle Berry
- 2023 : John Wick: Chapter 4 de Chad Stahelski

## Télévision
- 2016 - 2018 : Wynonna Earp : Xavier Dolls
- 2021 : Invasion : Trevante Ward